# Takeo Fujisawa
Pour les articles homonymes, voir Fujisawa (homonymie).
Takeo Fujisawa (藤沢 武夫, Fujisawa Takeo), né le 10 novembre 1910 à Tokyo (Japon) et mort le 30 décembre 1988, est un homme d'affaires japonais qui a fondé l'entreprise Honda Motor Company Ltd. avec son partenaire Soichiro Honda en 1948.
Fujisawa se chargea de la partie financière de l'entreprise tandis que Honda, ingénieur, développa les produits. Du petit fabricant de motocyclettes, Honda est ensuite devenue une entreprise automobile mondialement connue.